# Štefanovce (okres Vranov nad Topľou)
Štefanovce jsou obec na Slovensku v okrese Vranov nad Topľou. Obec je doložena v roce 1479 ve formě Sthefanocz, později jako Stefanowcze (1773); Stefanovce, maďarsky Stefanóc, Istvántelke. Žije zde 107 obyvatel.

## Přírodní poměry
Štefanovce leží na jižním okraji Nízkých Beskyd v údolí pravostranného přítoku Ondavky. Mírně členitý povrch katastru tvoří horniny bradlového pásma a centrální karpatský flyš. Svahy a zarovnané hřbety jsou pokryty svahovými hlínami.
V katastrálním území obce je chráněný areál Štefanovská borina zřízený za účelem ochrany vzácných a ohrožených druhů rostlin, zvláště z čeledi vstavačovitých.

## Pamětihodnosti
- Řeckokatolický kostel Sesnutí přesvaté Bohorodičky, jednolodní barokně-klasicistní stavba z roku 1783 se segmentovým ukončením presbytáře a představenou věží.[2]
- Dřevěný kříž, lidová práce z druhé poloviny 19. století. Nachází se před kostelem.[3]